# 高机动战斗II
《高机动战斗II》是一款由DB Soft公司制作和出品的射击游戏。游戏首先于1985年12月7日在FC游戏机发行。
故事发生在20xx年，玩家控制着一个飞行员。他试图保卫地球以防邪恶国家推动全球革命。游戏的目的是玩家潜入基地，救出自己的防卫军和军队，并将地方的首领杀死。